# Zorbing
Zorbing is een activiteit waarbij een persoon in een kunststof bal - genaamd zorb - van een helling rolt. 

## Oorsprong
Zorbing is in 2000 bedacht door de Nieuw-Zeelanders Dwane van der Sluis en Andrew Akers als alternatief voor andere vrijetijdsbestedingen zoals bungeejumpen. In de beginjaren werd de zorbonaut vastgegespt in de zorb, maar na veelvuldig experimenteren bleek de mogelijkheid om vrij te kunnen bewegen in de zorb een groter pret-effect te hebben. Sinds de opening van de eerste commerciële zorbingbaan vlak buiten Rotorua in Nieuw-Zeeland, is zorbing snel populair geworden in andere delen van de wereld. Onder andere in het Verenigd Koninkrijk, Polen, Argentinië en Oostenrijk is het mogelijk te zorben.

## Zorb

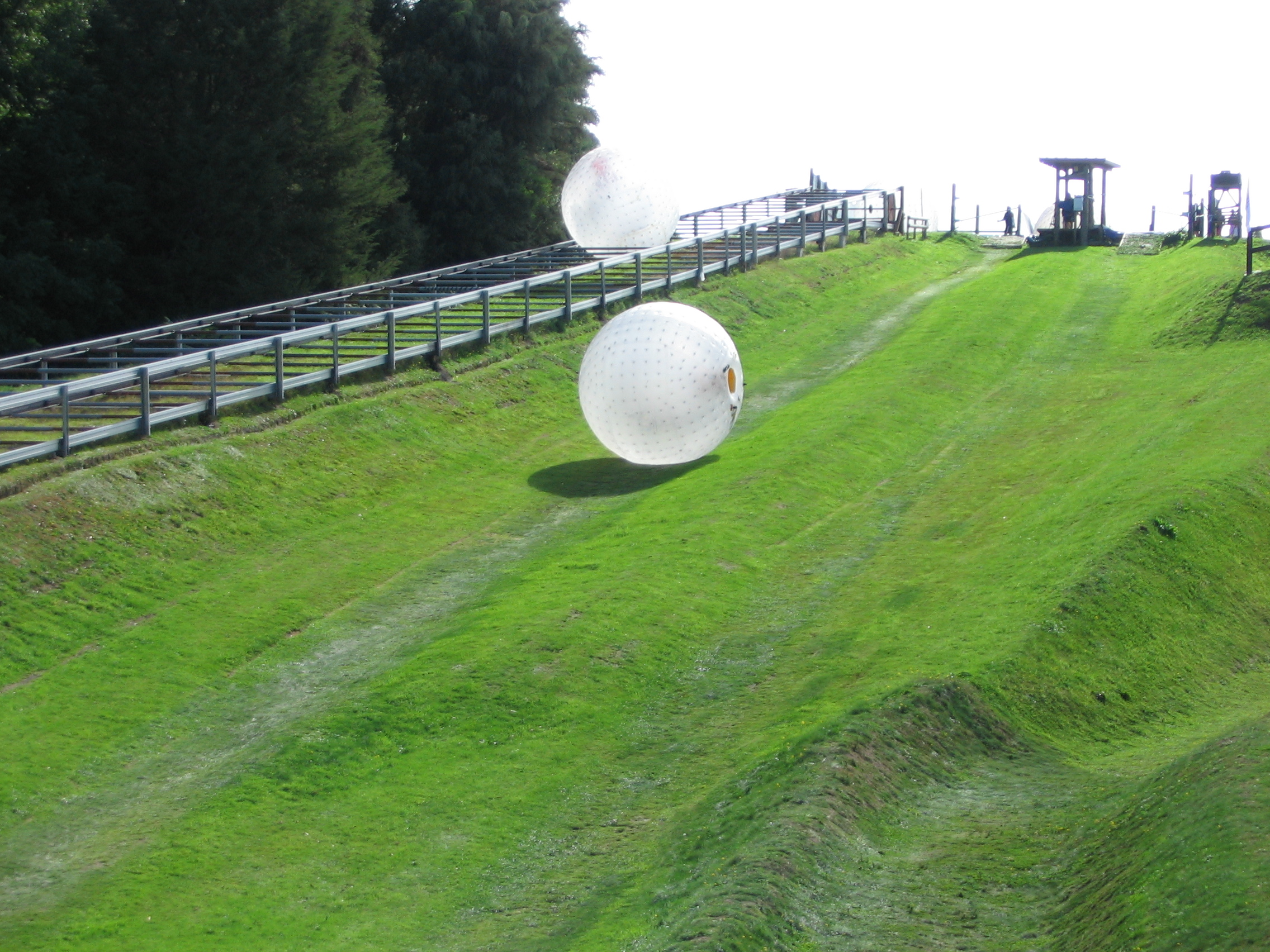
Zorbing

De zorb bestaat uit een grote buitenbal en een kleinere binnenbal die met kabels aan elkaar zijn verbonden. De buitenbal heeft een diameter van drie meter, terwijl de binnenbal iets minder dan twee meter meet. Beide ballen zijn gemaakt van doorzichtig pvc (al neemt de doorzichtigheid na verloop van tijd wel af). In tegenstelling tot de originele zorbs, bevatten moderne zorbs geen handgrepen. De zorbonaut kan volledig vrij bewegen in de zorb. Om brandwonden door het schuren langs de wand te voorkomen, wordt er een paar liter zeepwater in de zorb gegooid.

## In- en uitstappen
Om de zorb te betreden zit er een gat met een doorsnede van zo'n 70 cm dat in sommige gevallen met een ritssluiting wordt afgesloten. Bij het instappen wordt de zorb gekanteld zodat de opening zich aan de zijkant bevindt. Vervolgens neemt de zorbonaut, de deelnemer, een aanloop en springt door het gat de zorb in, gespt zich eventueel vast, en beleeft zijn avontuur door erin naar beneden te rollen. Na de afdaling wordt de rits weer geopend en de zorb gekanteld zodat de zorbonaut weer uit de zorb kan stappen.

## Afdalen
De lengte van een zorbingbaan bedraagt gemiddeld zo'n 200 meter met een helling van ongeveer 30°. Na een paar stappen (zoals een hamster in een hamsterkooi) rolt de zorb van het platform en de zwaartekracht doet de rest. Naast rechte afdalingen bestaan er ook zigzagafdalingen. De maximaal haalbare snelheid ligt rond de 50 à 60 km/u.

## Soorten zorbs

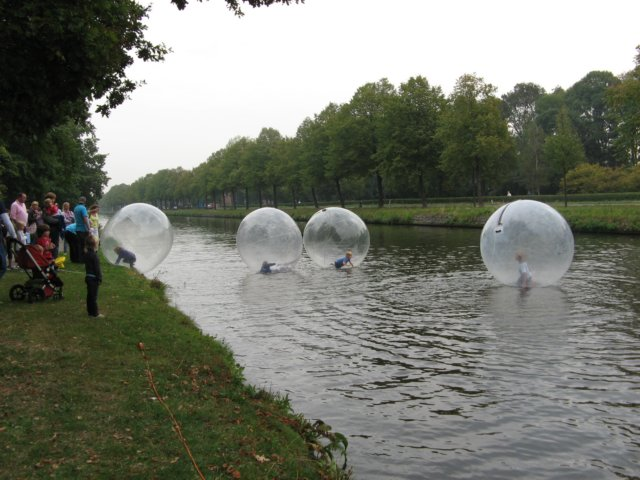
'Aquabubbles' op het water

Op het populaire Zorbing zijn inmiddels ook al nieuwe varianten bedacht. Zo bestaan er een waterdichte waterbal-zorb die bedoeld is om over het water lopen, en bestaat er een ook dubbelwandige cilindervormige zorb die niet luchtdicht is van binnen om over het water te lopen samen met een aantal andere personen.